# Yosvany Veitía
Yosvany Veitía Soto (Caibarién, 12 marzo 1992) è un pugile cubano.

## Palmarès

### Mondiali dilettanti
- 3 medaglie:
  - 1 oro (Amburgo 2017 nei pesi mosca)
  - 1 argento (Doha 2015 nei pesi mosca)
  - 1 bronzo (Almaty 2013 nei pesi mosca leggeri)

### Giochi panamericani
- 2 medaglie:
  - 2 argenti (Guadalajara 2011 nei pesi mosca leggeri; Toronto 2015 nei pesi mosca)

### Giochi centramericani e caraibici
- 1 medaglie:
  - 1 oro (Veracruz 2014 nei pesi mosca)